# Eukoenenia janetscheki
Espèce
Eukoenenia janetscheki est une espèce de palpigrades de la famille des Eukoeneniidae.

## Distribution
Cette espèce est endémique d'Amazonas au Brésil. Elle se rencontre dans la forêt près de Manaus.

## Description
Le mâle holotype mesure 0,96 mm.

## Étymologie
Cette espèce est nommée en l'honneur de Heinz Janetschek.

## Publication originale
- Condé, 1993 : Description du mâle de deux espèces de palpigrades. Revue Suisse de Zoologie, vol. 100, no 2, p. 279-287 (texte intégral).